# Pterostylis leptochila
Pterostylis leptochila är en orkidéart som beskrevs av Mark Alwin Clements och David Lloyd Jones. Pterostylis leptochila ingår i släktet Pterostylis och familjen orkidéer. Inga underarter finns listade i Catalogue of Life.